# Giorgio Barbieri
Giorgio Barbieri (Modena, 10 maggio 1947) è un allenatore di pallavolo ed ex pallavolista italiano, di ruolo schiacciatore.
Il culmine della carriera da allenatore lo raggiunse nella stagione 1991-1992 alla guida del Matera, con la quale vince in due anni due scudetti, la Coppa CEV, la Coppa Italia e la Coppa dei Campioni.

## Palmarès

### Giocatore

#### Nazionale (competizioni minori)
- Universiade 1970

### Allenatore
- Coppa dei Campioni: 1

1992-93
- Campionato italiano: 2

1991-92, 1992-93
- Coppa Italia: 1

1992-93
- Coppa delle Coppe: 3

1994-95, 1995-96, 1996-97